# Mike MacDowel
Mike MacDowel (n. 13 septembrie 1932 – d. 18 ianuarie 2016) a fost un pilot englez de Formula 1 care a evoluat în Campionatul Mondial în sezonul 1957.